# Cyril Viennot
Cyril Viennot (Dole, 5 de junio de 1982) es un deportista francés que compitió en triatlón. Ganó tres medallas en el Campeonato Mundial de Triatlón de Larga Distancia entre los años 2014 y 2016.

## Palmarés internacional
| Campeonato Mundial | Campeonato Mundial             | Campeonato Mundial | Campeonato Mundial |
| Año                | Lugar                          | Medalla            | Prueba             |
| ------------------ | ------------------------------ | ------------------ | ------------------ |
| 2014               | Weihai (China)                 | Medalla de bronce  | Individual         |
| 2015               | Motala (Suecia)                | Medalla de oro     | Individual         |
| 2016               | Oklahoma City (Estados Unidos) | Medalla de plata   | Individual         |